# Dolly Branican
Dolly Branican est le personnage principal de Mistress Branican, le roman de Jules Verne.

## Le personnage
Dolly Branican, née Starter, est une américaine originaire de San Diego, orpheline, âgée de 21 ans au début du roman. De condition modeste, elle épouse le capitaine John Brannican, dont elle a un enfant, le petit Wat. De type espagnol ou mexicain, Dolly en possède la carnation chaude. De taille moyenne, d'une physionomie où l'on dénote l'énergie du caractère, mais aussi une grande bonté d'âme, ses yeux noirs et profonds très expressifs, sa chevelure brune et abondante, une démarche gracieuse mais volontaire, rappellent son ascendance. Sérieuse et réfléchie, d'un grand bon sens, instruite, l'auteur ajoute : « Il est des femmes qu'on ne saurait voir d'un regard indifférent, et, avant son mariage, Dolly passait, à juste titre, pour l'une des jeunes filles de San Diego qui méritait le plus d'attirer l'attention ». Sous ce caractère énergique et une ténacité inébranlable, n'en demeurent pas moins sa sensibilité très marquée et une intuition remarquable. Dolly ne possède pour toute famille qu'un vieil oncle, Edward Starter, sexagénaire robuste et vigoureux, à la tête d'une fortune conséquente qui lui reviendra de droit à la mort de ce dernier, et une cousine du côté maternel, Jane, mariée à Len Burker, un négociant ayant fait de mauvaises affaires et d'une fourberie extrême.
Lorsque la maison Andrew confie à John Brannican le commandement du Franklin pour une simple traversée commerciale entre San Diego et Calcutta, Dolly cache ses appréhensions et John la confie au couple Burker, en sachant qu'elle est très liée avec sa cousine Jane, nature faible et sous l'emprise de son mari. Dolly habite une petite maison au-dessus de la ville, Prospect-House. 
Six mois ont passé et aucune nouvelle du Franklin. Un jour, un navire arrive au port qui pourrait l'avoir croisé. Dolly se rend à son bord, mais personne n'a aperçu le bâtiment. Dans la barque du retour, un terrible drame se noue. Le petit Wat tombe à l'eau et se noie, malgré les efforts d'un marin, Zach Fren, pour le sauver. Après cette tragédie, Dolly sombre dans la folie et vit désormais séquestrée par Len Burker dans Prospect-House, sans que ses amis de San Diego ne puissent la voir. À la suite de malversations, Burker est obligé de fuir la ville. Entre-temps, Starter étant mort, Dolly hérite de sa fortune. Peu à peu, grâce aux soins du docteur Brumley, elle retrouve la raison, mais pour apprendre que le Franklin a disparu corps et biens depuis plusieurs années. Refusant la fatalité, elle arme un navire, le Dolly-Hope, pour rechercher l'épave, en vain. Un jour, une lettre arrive d'Australie : Harry Felton, le second du capitaine Brannican, a été retrouvé à bout de forces. Dolly décide aussitôt de partir et, au chevet du mourant, apprend que son mari est toujours vivant, mais prisonnier d'une tribu d'autochtones. Elle prend la tête d'une caravane qui se lance dans le désert australien. Un jeune mousse, Godfrey, en fait partie et Dolly retrouve dans ses traits le visage de John. Elle pense qu'il s'agit de Wat, mais Zach Fren la détrompe. Wat est vraiment mort, il y a bien des années déjà. La caravane doit affronter de terribles épreuves, jusqu'au jour où elle retrouve la trace de la tribu dont Branican est prisonnier. Jane Burker, agonisante, lui révèle que Godfrey est bien son fils dont elle a accouché durant sa folie, et que son mari a abandonné sur le bord d'un chemin.

## Sources
- Pour son héroïne, Jules Verne s'est largement inspiré du personnage de Lady Franklin, l'épouse de l'explorateur John Franklin, qui organisa plusieurs expéditions pour le retrouver. D'ailleurs, le navire commandé par John Branican se nomme le Franklin pour bien souligner la filiation.
- Selon Marguerite Allotte de la Fuÿe, la première biographe de Jules Verne, une autre source aurait pu être à l'origine du personnage. Une certaine Madame Sambain ou Sambin[3] était institutrice à Nantes. Elle aurait eu l'auteur dans sa classe et ce dernier se serait souvenu qu'elle attendait toujours son mari, capitaine au long cours, parti quelques jours après leur mariage en mer, et qui, trente ans après, n'avait pas reparu[4].
- Le personnage de Dolly Branican semble être inspiré par un cas décrit par Louis Victor Marcé dans son Traité de la folie des femmes enceintes, des nouvelles accouchées et des nourrices (1858)[5].